# Ruffohyale jeanneli
Ruffohyale jeanneli is een vlokreeftensoort uit de familie van de Hyalidae. De wetenschappelijke naam van de soort is voor het eerst geldig gepubliceerd in 1913 door Chevreux.